# Хольцхаузен, Франц фон
Франц фон Хольцхаузен (англ. Franz von Holzhausen, 10 мая 1968; Симсбери, штат Коннектикут, США) — американский автомобильный дизайнер, главный дизайнер производителя электрокаров Tesla. Он разработал Tesla Model S, Model 3, Model X, Model Y, а также представленные, но ещё не выпущенные Cybertruck, Semi и Tesla Roadster второго поколения. До Tesla он работал дизайнером в Mazda, General Motors и Volkswagen.
Журнал Automobile включил Хольцхаузена в число 25 величайших автодизайнеров всех времён.

## Биография
Франц фон Хольцхаузен родился в 1968 году в Симсбери, штат Коннектикут, в немецкой семье. С 1986 по 1988 годы обучался дизайну в Сиракьюсском университете в штате Нью-Йорк, а затем с 1988 по 1992 — в Art Center College of Design в Пасидине, штат Калифорния. 
В июне 1992 года стал ассистентом главного дизайнера калифорнийской студии концерна Volkswagen. Под руководством главного дизайнера Джи Мейса принимал участие в создании Volkswagen New Beetle и Volkswagen Microbus.
В феврале 2000 года перешел в концерн General Motors и возглавил калифорнийскую студию. Под его руководством были разработаны Pontiac Solstice, Saturn Sky, Opel GT, Chevrolet SS и концепт-кар Chevrolet Borrego. 
С февраля 2005 года — шеф-дизайнер (Director of Design) калифорнийской студии Mazda. На новом месте работы он разработал концепт-кары Kabura, Mazda Nagare и Mazda Furai. По его собственным словам, он не был доволен компанией, так как многие его разработки не шли в серию.
В августе 2008 перешёл в Tesla Motors после того, как его лично захантил Илон Маск. Как главный дизайнер разработал премиальные седан Tesla Model S, кроссовер Tesla Model X и «бюджетную» Tesla Model 3, представленную 31 марта 2016 года.

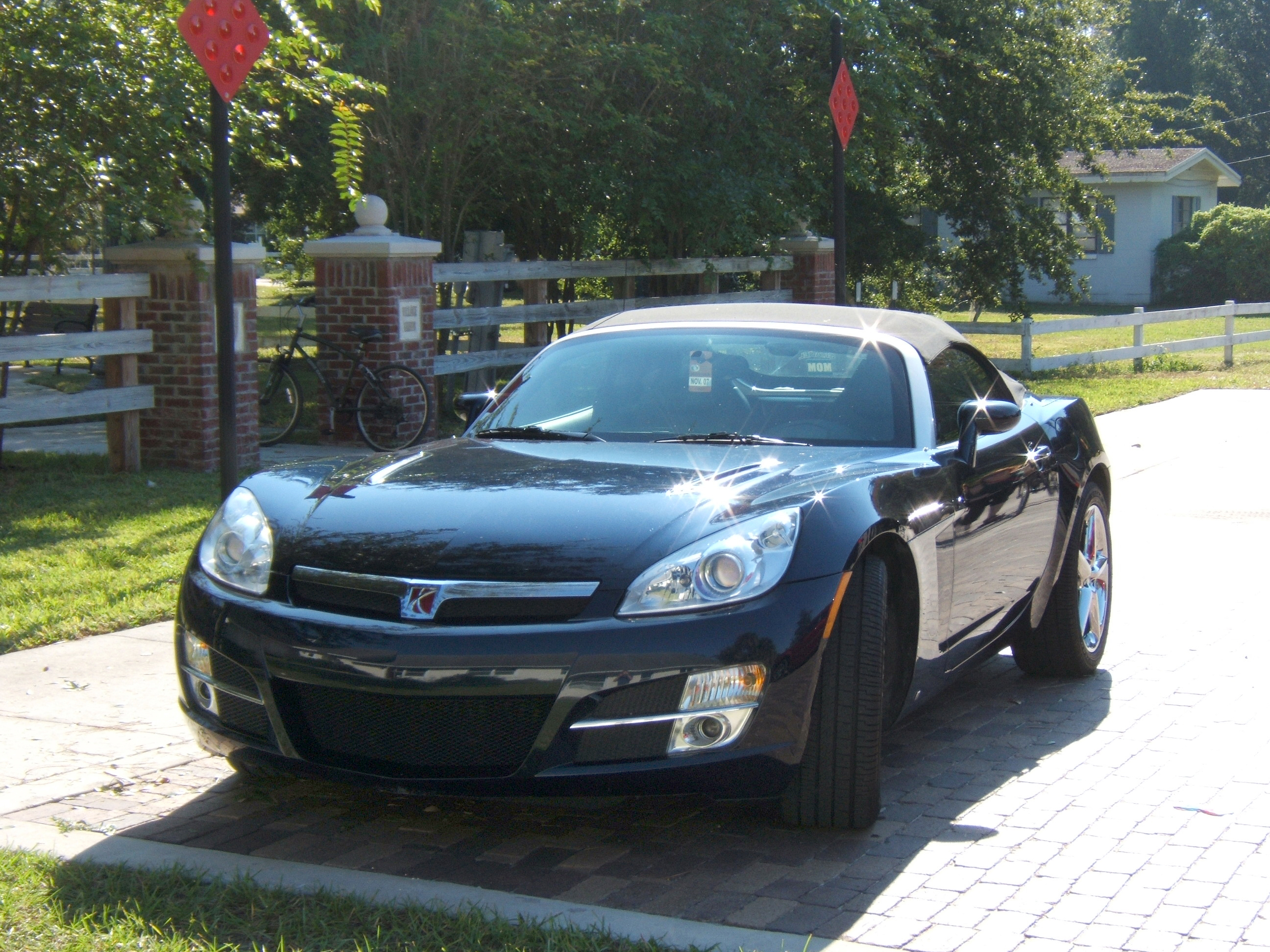
Saturn Sky
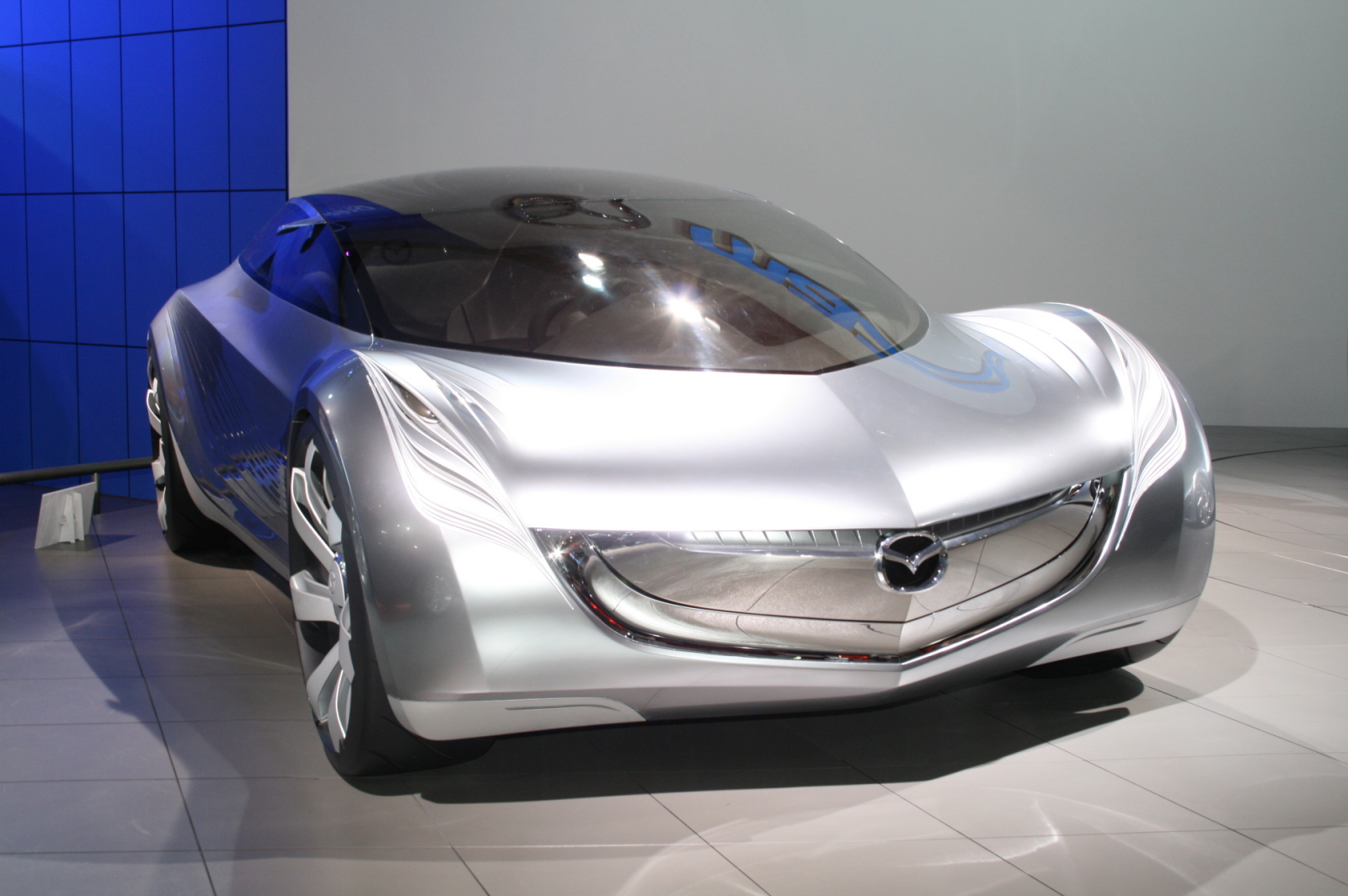
Mazda Nagare
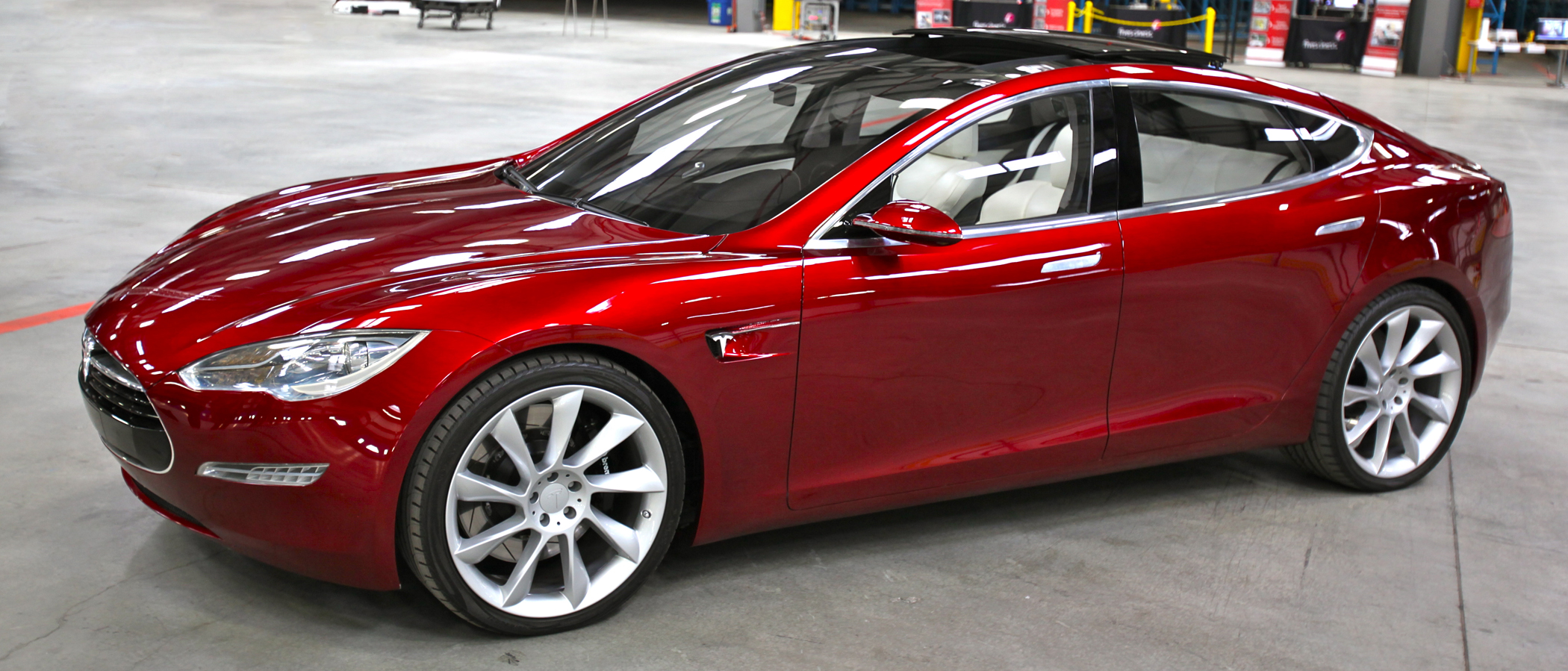
Tesla Model S